# MAN SD200
MAN SD200 — городской двухэтажный низкопольный автобус, выпускаемый компанией MAN в период с 1973 по 1985 год по спецификации VöV-Standard-Bus.

## История
Автобусы MAN SD200 были построены кузовными компаниями Gaubschat, Waggon Union и Orenstein & Koppel (O&K). Самонесущая конструкция получила для нижнего этажа и подвесного потолка каркас из стальных труб, для верхнего этажа —алюминиевые профили. Наружные стены были облицованы алюминиевыми листами. Но как и остальные стандартные автобусы, модель SD200 получила переднюю часть с вертикально изогнутыми по бокам ветровыми стёклами.
Серийное производство автобусов MAN SD200 началось в августе 1974 года, выпуск первой серии SD74 начался в феврале 1975 года. В BVG было поставлено 956 автобусов серии SD200, ещё восемь автобусов были доставлены предприятию O&K со слегка изменённым оборудованием в Любек-Травемюндскую транспортную компанию (LVG), где они выполняли междугородние маршруты от Любека до Травемюнде.
На передней и правой сторонах автобусы серий SD73 — SD81 получили целевые ленты Brose, а на передней и задней частях—трёхсекционный индикатор номера линии вместо штекерных знаков. В период строительства чуть менее двенадцати лет в дальнейшее развитие этой серии вошло множество технических и конструктивных нововведений. В частности, с 1976 года была установлена трёхступенчатая коробка передач Voith, которая в сочетании с наружными планетарными осями, используемыми с 1975 года, составляет отличительный звук этих автобусов. С установкой дизельного двигателя D 2566 UH шум двигателя также изменился.
Самым важным нововведением для пассажира с 1978 года была установка второй лестницы за сиденьем водителя. Подтяжка переда стандартного рейсового автобуса была унаследована от серии SD81. Проектировщики получали заводские автобусы только с 1980 года. Для маркировки автобусов с проектировщиком за правое лобовое стекло была вставлена небольшая прозрачная пластиковая табличка. В последние годы производства уже использовались компоненты последующего поколения: с 1982 года вместо дорожных целевых лент Brose автобусы были оснащены матричными индикаторами цели движения, в которые можно было запрограммировать до 312 целевых данных. В 1985 году были установлены усовершенствованные дизельные двигатели и коробки передач, которые также были использованы в серии MAN SD202.
В 1980 и 1983 годах в связи со строительством трёх прототипов MAN SD202 была подготовлена замена SD200, а производство было прекращено в 1985 году. В 2003 году последний SD200 прекратил эксплуатацию в Берлине.
Поскольку двухэтажные автобусы предлагают хороший вид на верхнем этаже, их можно найти во многих городах в качестве экскурсионного автобуса в соответствии с их рисунком в качестве рейсового автобуса. Для этого многие SD200 были отреставрированы и получили открываемую крышу на верхней палубе, или стали двухэтажными автобусами с открытым верхом. На некоторых экскурсионных автобусах в Гамбурге дизельные двигатели MAN заменяются на другие. 